# Žebřík

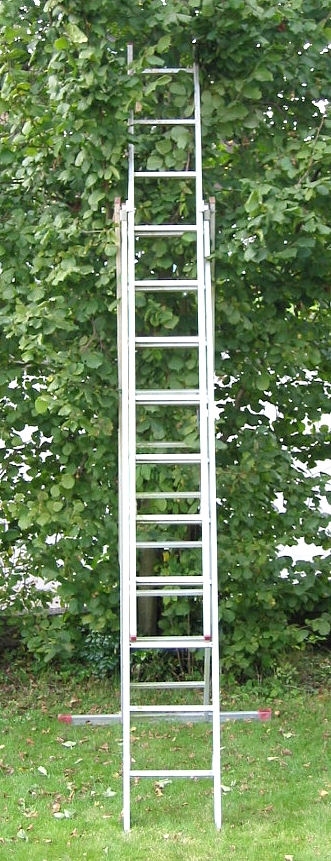
Žebřík připravený na česání stromu

Žebřík je pomůcka, která umožňuje překonávat velký výškový rozdíl – umožňuje stoupat nebo sestupovat. Jsou to dvě dlouhé svisle postavené stojny, mezi kterými jsou po celé jejich délce v pravidelných vzdálenostech umístěny vodorovné příčky. Při šplhání po žebříku lezec pokládá nohy na dolní příčky a po jednotlivých příčkách stoupá vzhůru. Rovnováhu udržuje tím, že se může držet buď příček nad sebou, nebo se může držet svislých stojen.
Žebřík se opře o stěnu či jiný předmět pod ostrým úhlem, čímž vzniká nakloněná rovina, po které se dá šplhat nahoru. Často se používají pro česání ovoce ze stromů, pro natírání a nebo při záchraně lidí z budov.
Oproti štaflím je u žebříku potřeba, aby se opřel o pevný předmět. Dříve se žebříky vyráběly převážně ze dřeva, ale v současnosti se používají lehčí materiály jako např. hliníkové slitiny.
V některých oblastech světa se věří, že projít pod žebříkem přináší smůlu.[zdroj?]

## Názvosloví
- Štěřiny (štěříny) – název pro postranní části žebříku
- Příčle – název pro spojovací části mezi štěřinami po nichž se vystupuje

## Materiály žebříků
- hliníkové – nabízí velký výběr druhů, mají vysokou odolnost, bezpečnost, ale i tak jsou lehké a mají dlouhou životnost
- plastové – využívají se tam, kde se pracuje s elektřinou, využívají se zejména v chemickém a farmaceutickém průmyslu
- dřevěné – materiál, který postupně ustupuje, stále se z něj vyrábí oblíbené štafle